# Espuy

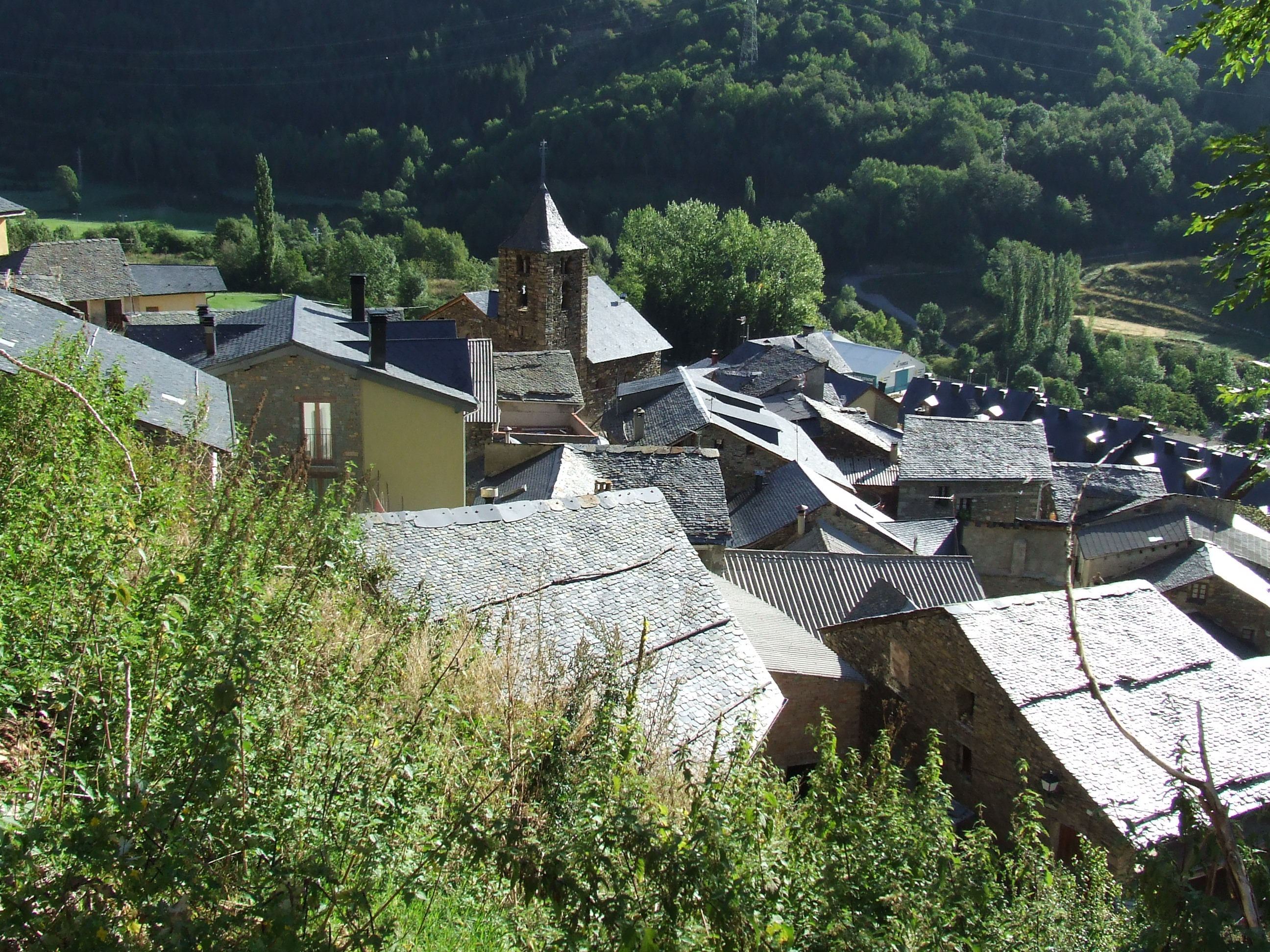
Otra vista de Espuy.

Espuy (en catalán y oficialmente Espui, veces escrito Espuig) es una localidad española del valle de Fosca, perteneciente al municipio de la Torre de Cabdella, en la provincia de Lérida, comunidad autónoma de Cataluña.
Está situado en el tercio septentrional del término municipal, a la derecha del Flamisell, ligeramente elevado por encima del río y de la carretera. Está a 3,5 km al norte de la cabeza de municipio, y se accede desde la carretera L-503. Del punto kilométrico 17,5 sale hacia poniente una corta pista asfaltada que conduce al pueblo en unos 250 metros.
En 2005 tenía 85 habitantes, y 179 en el total de la entidad municipal descentralizada.
La iglesia parroquial de Espuy es románica: San Julián de Espuy. Además, cerca del pueblo está también la ermita de Santa María y a un kilómetro en línea recta, al sursudoeste, está la ermita de la Virgen del Far (pronunciado con la r muda). Esta última ermita fue reconstruida en 1892.

## Etimología
En un primer momento, el territorio de Cabdella se componía de tres núcleos de población diferenciados: el primigenio, Cabdella, que da nombre al territorio, la Torre de Cabdella, donde debía haber una torre de vigía o de defensa dependiendo de Cabdella, y el Puig de Cabdella (con el artículo es, propio de la lengua catalana antigua: es Puig de Cabdella). Hay que añadir que la pronunciación pallaresa habitualmente transforma en i las j y los finales en -ig. Este tercer núcleo de población se pronunciaba es Pui de Cabdella. El siguiente paso en la evolución es la pérdida de la segunda parte del nombre, fruto del proceso de independencia que debieron sufrir estos pueblos, ya en la Edad Media. El paso a es Pui y, por tanto, a Espui es muy claro.
La designación de monte implicaba la existencia de un castillo, o de la misma población encastillada, fortificada o, simplemente, cerrada, lo que quería decir que era una plaza fuerte. Es un hecho que se dio en otros lugares, como, por ejemplo, el Pui de Segur.

## Historia
El castillo del lugar, llamado el Puig de Cabdella, está mencionado desde el 1178, en una donación hecha por Ramon de Cabdella. Igualmente, en 1314 vuelve a salir mencionado el lugar, la visita pastoral de los delegados del Arzobispo de Tarragona, cuando se habla de la iglesia de Sant Julián del Puig de Cabdella.
Entre 1812 y febrero de 1847 Espuy y Aiguabella disfrutaron, conjuntamente, de ayuntamiento propio. Se formó a partir de la promulgación de la Constitución de Cádiz y su despliegue, y fue suprimido, agregándolo a la Torre de Cabdella, debido al límite fijado en la ley municipal de 1845 del mínimo de 30 vecinos (cabezas de familia) indispensables para mantener el ayuntamiento propio.
Hasta la extinción de los señoríos (siglo XIX), Espuy perteneció a la baronía de Erill, después condado.
Espuy, desde su extremo sur-oeste
Pascual Madoz incluye Espuy en su Diccionario geográfico-estadístico-histórico de España y sus posesiones de Ultramar. de 1845. Dice:

que está situado en el margen del río llamado Usías, con exposición al oeste, entre dos montañas que dividen el río mencionado, formando un valle llamada de Capdellá. Estaba combatido principalmente por los vientos del norte, y el clima es muy frío, propenso a enfermedades inflamatorias y cadarns. El pueblo tenía 35 casas y la del ayuntamiento, además de la iglesia parroquial. Menciona que el río es propenso a salir de madre, poniendo en peligro el pueblo. El terreno era pedregoso en general, de calidad inferior, aunque hay prados artificiales de buena hierba. Se producía trigo, centeno, patatas y legumbres, y se criaban ovejas y vacas, además de algunas cabras. Se apreciaba mucho la leche de oveja, con la que se hacían unos quesos excelentes. Los artesanos que les hacían atribuye la calidad en las hierbas que ponían. Había caza de perdices, liebres y aves de paso, así como pesca de truchas, sobre todo en los lagos de las montañas. Había un molino harinero, y el comercio se basaba en la exportación de tortillas, patatas y legumbres y en la importación de vino, arroz, algunos grandes y pescado. La población era de 25 vecinos (cabezas de familia) y 148 almas (habitantes).

En 1845 Espuy tenía 150 habitantes, y hacia el 1910, según Ceferí Rocafort (op. cit.), Formaban el pueblo 50 edificios, con 103 habitantes, y hace constar que es el pueblo más grande del término. En 1970 los habitantes eran ya sólo 98, 84 en 1981, 85 en 1994, que se mantienen en 2005.
En 1990 Espuy obtenía una cierta independencia municipal, al ser declarada entidad municipal descentralizada.